# البرج النواة
البرج النواة (تُلفظ باللغة السويدية «شيرنَن») وهو عبارة عن بناء برجي تم تشييده إبان القرون الوسطى في مدينة هلسينغبوري، مقاطعة سكونا، جنوب السويد، وهو الجزء الوحيد المتبقي من القلعة الدنماركية التي كانت تشغل حيزاً جغرافياً أكبر من المكان. كانت قلعة هلسينغبوري، جنباً إلى جنب مع قلعة كرونبورغ الدنماركية الواقعة على الضفة الأخرى لمضيق الأوريسوند، تسيطران على المدخل البحري الذي يصل بين خليج كاتيغات ومضيق الأوريسوند من جهة وجنوب بحر البلطيق من جهة أخرى.

## لمحة تاريخية
هناك نزاعٌ حول أصول قلعة هلسينغبوري إلا أن الأسطورة الدنماركية تقول إنه تم تشييد هذه القلعة إبان حكم الملك الأسطوري فرود، لكن لم يتم إثبات هذه الأسطورة بأي أدلة أثرية بينما أظهر التأريخ الشجري أن البرج النواة كان قد تم تشييده خلال العقد الأول من القرن الرابع عشر عندما كان الملك إريك السادس يعتلي عرش الدنمارك. كانت قلعة هلسينغبوري أهم حصن في الدنمارك، وكانت جزءاً لا يتجزأ من مراكز تأمين السيطرة على المضيق الواقع بين مقاطعة سكونا وزيلاند.
تم تسليم قلعة هلسينغبوري مع بقية مناطق إقليم سكانلاند إلى السويد كجزء من معاهدة روسكيله في عام (1658). وفي وقتٍ لاحق، استعادت القوات الدنماركية القلعة وذلك في عام (1676) خلال حرب سكونا، وقد احتفل الدنماركيون بالاستيلاء على قلعة هلسينغبوري مجدداً برفع علم ضخم للدنمارك فوقها، إلا أن الجيش السويدي قام لاحقاً بالاستيلاء على هذا العلم، وما تزال السويد تحتفظ به حتى الآن في المتحف العسكري (Armémuseum) في ستوكهولم . وعادت القلعة تحت حكم السويد بموجب معاهدة لوند عام 1679، ليقوم بعد ذلك ملك السويد تشارلز الحادي عشر بإصدار أمرٍ بهدم معظم أجزاء القلعة خشية قيام الدنماركيين بشن هجوم مفاجئ عليها في حين أبقى على البرج النواة ليكون الشاهد الوحيد للأجيال القادمة على القلعة التي شُيدت في ذلك المكان إبان العصور الوسطى. وما يزال البرج النواة في أيامنا هذه يشكل معلماً للسفن التي تعبر مضيق الأوريسوند.

## عمليات الترميم
أصدر أوسكار فرديناند ترب، وهو رجل أعمال ومهندس سويدي (1847-1916)، تعليماتٍ بشأن ترميم قلعة هلسينغبوري، وقد جرت عمليات الترميم بين عامي (1893-1894). وكان جوزيف ألفريد هيللرستروم (1863-1931)، مهندسُ مدينة هلسينغبوري من عام (1903) حتى عام (1928)، المهندسَ المعماري الذي أشرف على عمليات الترميم التي كان الهدف منها استعادة أكبر قدر ممكن من المظهر الأصلي للقلعة بناءً على أقدم رسم إيضاحي معروف للقلعة إبان العصور الوسطى. وقد تم استعادة شكل زينة الشرفة (كريوزوت) لبرج النواة لتصبح على شكلها الحالي خلال عمليات الترميم تلك.

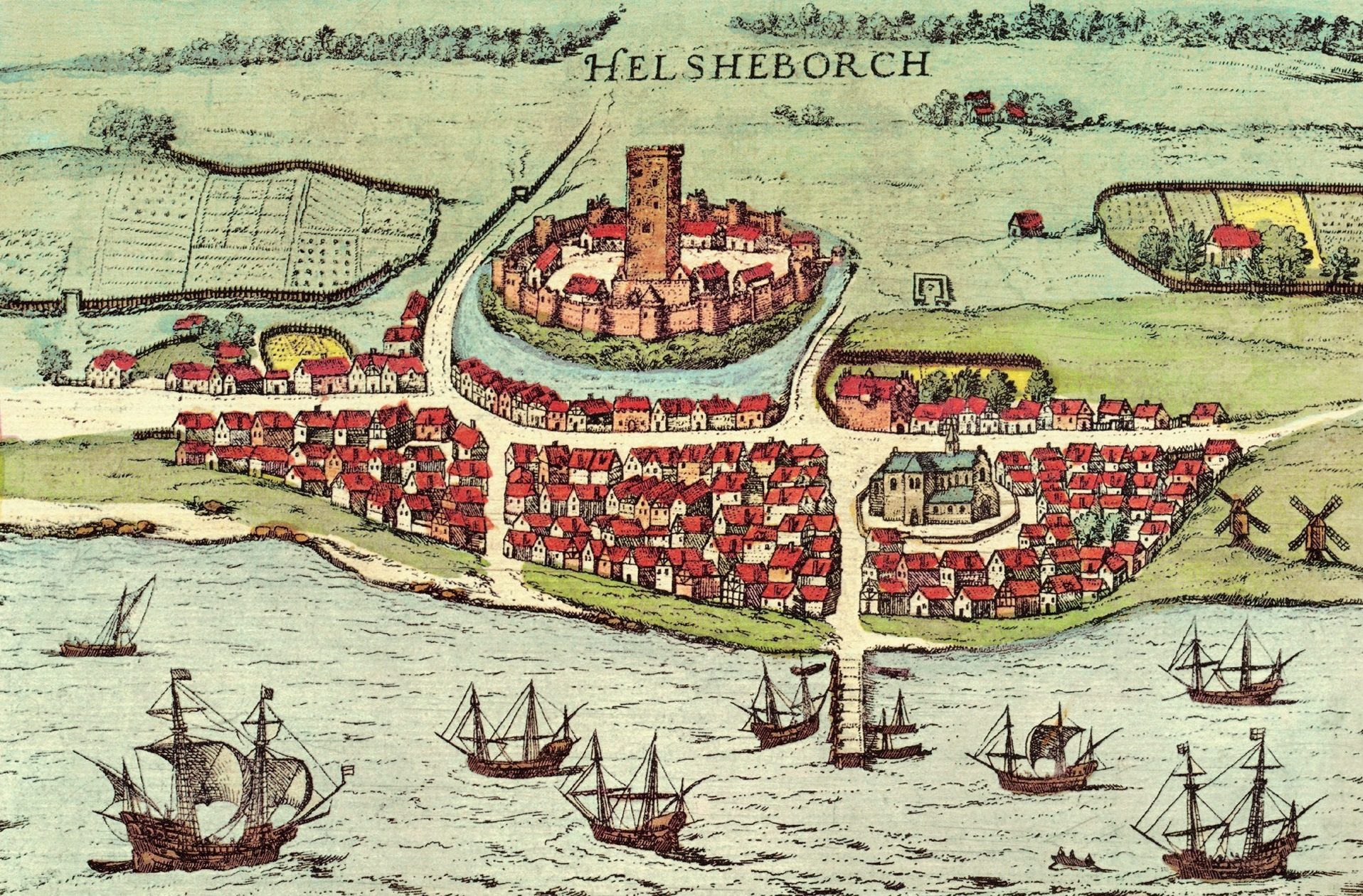
هلسينغبوري في القرن السادس عشر
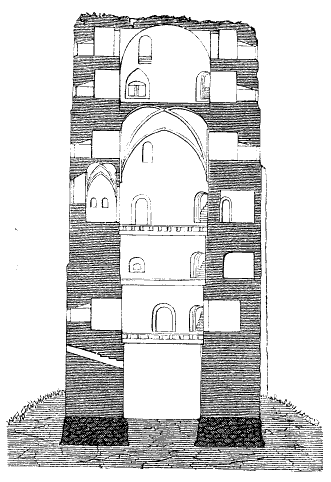
مقطع عرضي للبرج النواة
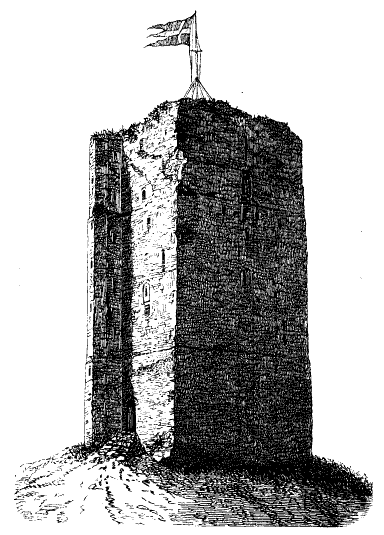
أنقاض البرج النواة قبل عمليات الترميم (1893-1894)
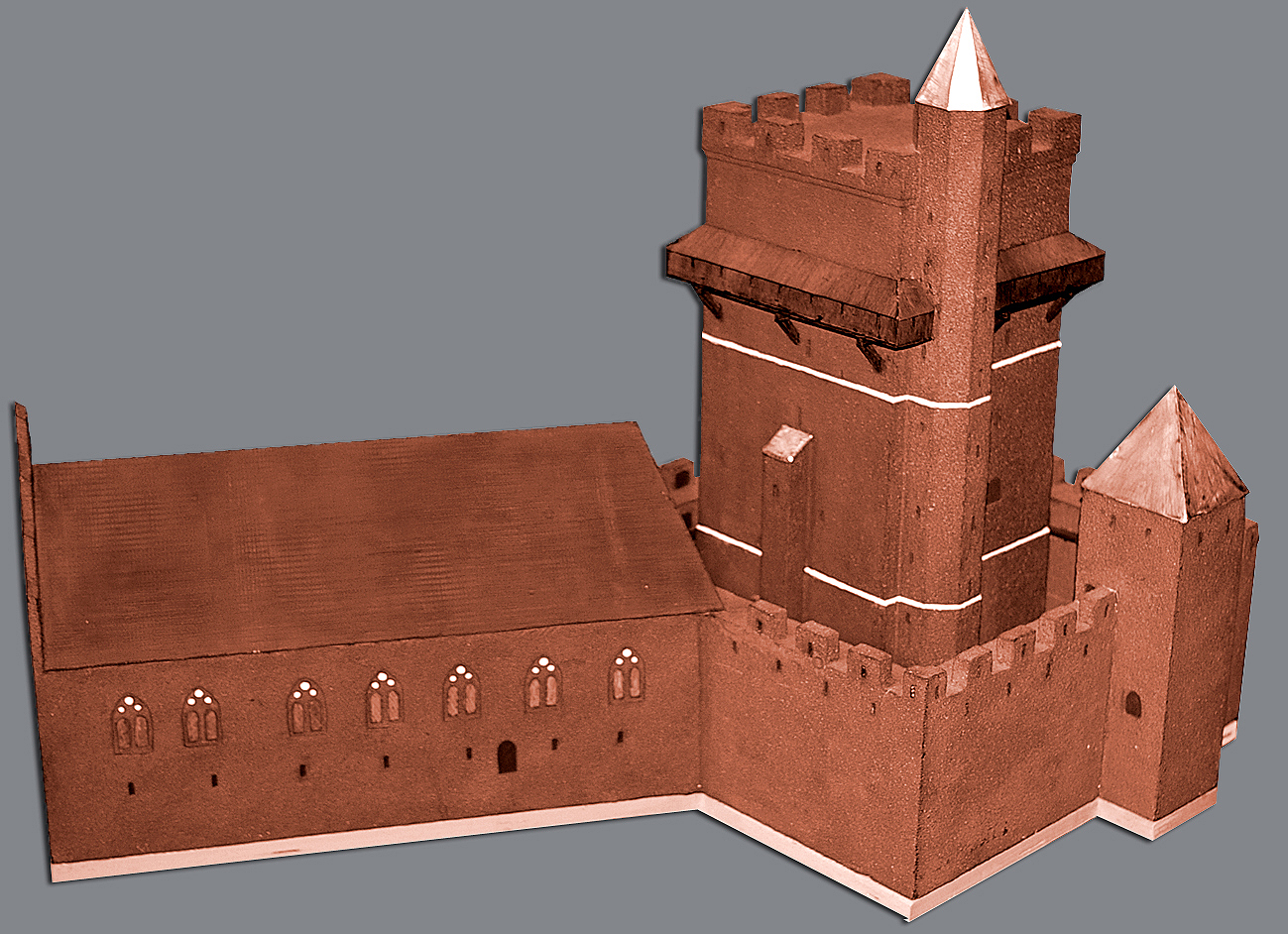
نموذج لقلعة هلسينغبوري

## البرج النواة في الثقافة الشعبية
- تم تصميم أفعوانية أو ما يعرف بقطار الموت وبرج على نحوٍ يحاكي البرج النواة، Der Schwur des Kärnan ، في حديقة هانسا بارك في سيركسدورف، شليسفيغ هولشتاين، ألمانيا .